# Associazione Calcio Pistoiese 2008-2009
Questa pagina raccoglie le informazioni riguardanti l'Associazione Calcio Pistoiese nelle competizioni ufficiali della stagione 2008-2009.
La squadra ha partecipato alla Lega Pro Prima Divisione, girone B, ed alla Coppa Italia di categoria.

## Rosa
| N. |                    | Ruolo | Calciatore            |
| -- | ------------------ | ----- | --------------------- |
|    | Italia (bandiera)  | P     | Giacomo Bindi         |
|    | Italia (bandiera)  | P     | Francesco Conti       |
|    | Italia (bandiera)  | P     | Gianmatteo Mareggini  |
|    | Italia (bandiera)  | D     | Giovanni Bartolucci   |
|    | Italia (bandiera)  | D     | Francesco Caco        |
|    | Italia (bandiera)  | D     | Demetrio Cutrupi      |
|    | Italia (bandiera)  | D     | Stefano Di Bernardino |
|    | Italia (bandiera)  | D     | Marco Di Fatta        |
|    | Italia (bandiera)  | D     | Simone Fautario       |
|    | Italia (bandiera)  | D     | Luca Fiasconi         |
|    | Italia (bandiera)  | D     | Tommaso Ghinassi      |
|    | Italia (bandiera)  | D     | Matteo Legittimo      |
|    | Italia (bandiera)  | D     | Massimo Piscopo       |
|    | Camerun (bandiera) | C     | Patrice Beki Ndeck    |
|    | Italia (bandiera)  | C     | Tommaso Bellazzini    |

| N. |                    | Ruolo | Calciatore          |
| -- | ------------------ | ----- | ------------------- |
|    | Italia (bandiera)  | C     | Filippo Breschi     |
|    | Italia (bandiera)  | C     | Andrea Carozza      |
|    | Italia (bandiera)  | C     | Alfredo Femiano     |
|    | Italia (bandiera)  | C     | Simone Guerri       |
|    | Italia (bandiera)  | C     | Michele Lanzillotta |
|    | Francia (bandiera) | C     | Fidele Muwana       |
|    | Italia (bandiera)  | A     | Mario Artistico     |
|    | Italia (bandiera)  | A     | Lorenzo Bianchini   |
|    | Italia (bandiera)  | A     | Giovanni Cipolla    |
|    | Italia (bandiera)  | A     | Lorenzo Dal Rio     |
|    | Italia (bandiera)  | A     | Claudio Della Penna |
|    | Italia (bandiera)  | A     | Nicola Falomi       |
|    | Italia (bandiera)  | A     | Orlando Fanasca     |
|    | Italia (bandiera)  | A     | Matteo Quadrini     |

### Staff tecnico
| Allenatore: | Moreno Torricelli                      |
| Allenatore: | Salvatore Polverino fino al 16/02/2009 |
| Allenatore: | Roberto Miggiano fino al 28/10/2008    |